# Sandra Dorland
Sandra Dorland (Hilversum, 6 mei 1975) is een Nederlands zangeres en stem voor reclames, tekenfilms en radio.
Ze spreekt verschillende reclames in. Daarnaast wordt Dorland vaak gevraagd als vaste zenderstem. Van 2000 t/m 2011 was ze bijvoorbeeld de vrouwelijke vaste zenderstem van Radio 538. Haar stem was daar onder meer te horen in aankondiging voor De hits van 538. Haar stem was ook tussen programma's van TMF, Disney Channel, RTL Telekids en Eurosport te horen. Sinds 2016 is ze de vaste vrouwelijke zenderstem van Radio Veronica.